# Pierre Demortreux
Pour les articles homonymes, voir Demortreux.
Pierre Demortreux est un homme politique français né le 29 novembre 1798 à Magny-la-Campagne et mort le 11 janvier 1872 à Honfleur.

## Biographie
Fils de Laurent Demortreux, député du Calvados, il est licencié en droit en 1822. En 1830, il est nommé président du tribunal de Lisieux. Conseiller général, il est sous-commissaire du gouvernement à Lisieux en février 1848. Il est député du Calvados de 1848 à 1849, siégeant à gauche. Il retrouve ses fonctions de président du tribunal de Lisieux de 1849 à 1856.

### Sources
- « Pierre Demortreux », dans Adolphe Robert et Gaston Cougny, Dictionnaire des parlementaires français, Edgar Bourloton, 1889-1891 [détail de l’édition]